# 頑張ったっていいんじゃない
「頑張ったっていいんじゃない」（がんばったっていいんじゃない）は、日本の歌手・大原櫻子が、大原櫻子（from MUSH&Co.）名義で発売したシングル。

## 概要
- 映画『カノジョは嘘を愛しすぎてる』からのスピンオフシングルと銘打って発売された。作詞・作曲・編曲・プロデュースは、同映画の音楽プロデューサーを務めた亀田誠治が担当した[1]。
- 初回限定盤と通常盤の2形態で発売され、初回限定盤には表題曲のミュージック・ビデオを収録したDVDが付属された。
- MUSH&Co.「明日も」などと同様に、発売元のビクターエンタテインメントにより、劇中のレーベルと同名のHEARST RECORDSから発売された。
- 自身初のオリコンチャートトップ10入りを果たした。

## 収録曲
1. 頑張ったっていいんじゃない [4:08]
作詞・作曲・編曲：亀田誠治
イメージカラーはオレンジ色で、ポップな爽快さの中に包容力のある温かさを加味した楽曲。歌詞は応援ソングになっているが、背中を押すというよりも「一緒に頑張ってみよう」というメッセージが込められている[2]。
ミュージック・ビデオは、JVCのヘッドバンド式ポータブルヘッドホン・HA-S400を着用しギターを弾き語る大原の「落ち込んでいる時にじっくり音楽に耳を傾ける姿」や「音楽を聴いて励まされ元気になった姿」が描かれている[3]。なお、撮影日の朝は雨が降っていたが、自称晴れ女・大原のおかげか、撮影が始まると快晴になったというエピソードがある[4]。阪神タイガース・梅野隆太郎捕手の(２０１６年シーズンの)登場曲である。
2. タイミング [4:02]
作詞・作曲・編曲：亀田誠治
イメージカラーは水色で、良いことも悪いことも全てはタイミングというメッセージが込められている[2]。
3. 明日も (Acoustic Live ver.) [5:08]
作詞・作曲・編曲：亀田誠治
『大原櫻子 (from MUSH&Co.)プレミアム感謝フリーライブ』の神奈川・ラゾーナ川崎プラザ公演からのライブ音源。MUSH&Co.「明日も」のアンプラグドバージョンである[5]。
4. 頑張ったっていいんじゃない (Instrumental) [4:07]
作曲・編曲：亀田誠治
表題曲のインストゥルメンタル。
5. タイミング (Instrumental) [4:00]
作曲・編曲：亀田誠治
カップリング曲のインストゥルメンタル。

## 参加ミュージシャン
- 大原櫻子：Vocal (#1,2,3)
- 河村"カースケ"智康：Drum (#1,4)
- 亀田誠治：Bass (#1,4)
- 西川進：Guitar (#1,4)
- 石成正人：Guitar (#1,4)
- 豊田泰孝：Manipulator (#1,4)

## タイアップ
- 文化放送『ライオンミュージックサタデー』8月度エンディングテーマ (#1)
- JVCケンウッド『JVCヘッドホン』CMソング (#1)

## 収録アルバム
- HAPPY (#1)